# جورج تمبلتون سترونغ
جورج تمبلتون سترونغ (بالإنجليزية: George Templeton Strong)‏ هو كاتب يوميات ومحامي وكاتب ومؤلف أمريكي، ولد في 1820 في نيويورك في الولايات المتحدة، وتوفي بنفس المكان في 21 يوليو 1875.